# Виго Рендена
Виго Рендена (итал. Vigo Rendena) је насеље у Италији у округу Тренто, региону Трентино-Јужни Тирол.
Према процени из 2011. у насељу је живело 501 становника. Насеље се налази на надморској висини од 624 м.

## Становништво
| 1931. | 1936. | 1951. | 1961. | 1971. | 1981. | 1991. | 2001. | 2011. |
| ----- | ----- | ----- | ----- | ----- | ----- | ----- | ----- | ----- |
| 359   | 267   | 329   | 343   | 340   | 375   | 351   | 406   | 501   |